# Chalk Mark in a Rain Storm
Chalk Mark in a Rain Storm é o décimo terceiro álbum de estúdio da cantora e compositora canadense Joni Mitchell, lançado em 23 de março de 1988, por intermédio da Geffen Records.

## Lista de faixas
Todas as faixas escritas e compostas por Joni Mitchell, exceto onde escrito. 
| Lado A |                                              |                            |         |  |
| N.º    | Título                                       | Compositor(es)             | Duração |  |
| 1.     | "My Secret Place"                            |                            | 5:01    |  |
| 2.     | "Number One"                                 |                            | 3:46    |  |
| 3.     | "Lakota"                                     | Joni Mitchell, Larry Klein | 6:25    |  |
| 4.     | "The Tea Leaf Prophecy (Lay Down Your Arms)" | Mitchell, Klein            | 4:49    |  |
| 5.     | "Dancin' Clown"                              |                            | 4:09    |  |

| Lado B |                                            |                     |         |  |
| N.º    | Título                                     | Compositor(es)      | Duração |  |
| 1.     | "Cool Water"                               | Mitchell, Bob Nolan | 5:25    |  |
| 2.     | "The Beat of Black Wings"                  |                     | 5:19    |  |
| 3.     | "Snakes and Ladders"                       | Mitchell, Klein     | 5:37    |  |
| 4.     | "The Reoccurring Dream"                    | Mitchell, Klein     | 3:02    |  |
| 5.     | "A Bird That Whistles( )Corrina, Corrina)" |                     | 2:38    |  |